# NGC 3639
NGC 3639 is een spiraalvormig sterrenstelsel in het sterrenbeeld Leeuw. Het hemelobject werd op 21 januari 1855 ontdekt door de Ierse astronoom William Parsons.

## Synoniemen
- UGC 6374
- MCG 3-29-36
- ZWG 96.32
- ARAK 289
- PGC 34819